# Dercas
Dercas es un género de mariposas de la familia Pieridae.

## Descripción
Especie tipo Colias verhuelli van der Hoeven, 1839.

## Diversidad
Existen 4 especies reconocidas en el género.

## Plantas hospederas
Las especies del género Dercas se alimentan de plantas de la familia Fabaceae. Las plantas hospederas reportadas incluyen los géneros Amphicarpaea, Dalbergia.